# Ryan Stonehouse
Ryan Matthew Stonehouse (San Dimas, 11 maggio 1999) è un giocatore di football americano statunitense che milita nel ruolo di punter per i Miami Dolphins della National Football League (NFL).

## Carriera

### Tennessee Titans
Al college Stonehouse giocò a football all'Università statale del Colorado. Dopo non essere stato scelto nel Draft NFL 2022 firmò con i Tennessee Titans il 13 maggio 2022. Nella pre-stagione giocò bene, tanto da permettere ai Titans di svincolare il veterano Brett Kern e affidargli il ruolo di punter titolare. Alla fine di ottobre fu premiato come miglior giocatore degli special team della AFC del mese, in cui fece registrare una media di 45,0 yard per punt e ne calciò 8 dentro le 20 yard avversarie. Chiuse la stagione guidando la NFL per yard guadagnate su punt (4.779) e yard medie per punt (53,1), venendo inserito nel Second-team All-Pro e nella formazione ideale dei rookie dalla Pro Football Writers of America.

### Miami Dolphins
Il 16 marzo 2025 Stonehouse firmò con i Miami Dolphins.

## Palmarès
- Second-team All-Pro: 1

2022
- Giocatore degli special team della AFC del mese: 1

ottobre 2022
- PFWA All-Rookie Team - 2022